# Dècada del 2000
La dècada del 2000 comprèn el període d'anys entre el 2000 i el 2009, ambdós inclosos.

## Esdeveniments rellevants

### CiènciaiTecnologia
- Acabament del projecte del genoma humà.

### Guerres,EconomiaiPolítica
- 2001: Atemptat a les torres bessones de Nova York.
- 2002: Enderrocament del règim dels talibans a l'Afganistan.
- 2003: Segona Guerra del Golf i consegüent inestabilitat a l'Iraq
- 2004: Atemptats contra trens de rodalia a Madrid
- 2005: Atemptat contra el metro de Londres.
- 2005: Atemptat que acaba amb la vida de Rafik Hariri exprimer ministre libanès.
- 2006: Referèndum per la reforma de l'Estatut de Catalunya
- 2006: Crisi bèl·lica entre Israel i el Líban

### Desastres
- 2003: Terratrèmol a l'Iran.
- 2004: Tsunami de l'Oceà Índic.
- 2005: Terratrèmol al Caixmir.

### Cultura
- 2004: Fòrum Universal de les Cultures Barcelona 2004

### Esports
- 2000: França es proclama campiona de l'Eurocopa de Futbol
- 2000: El RCD Espanyol es proclama campió de la Copa del Rei de Futbol.
- 2000: El Reial Madrid guanya la seva vuitena Copa d'Europa de Futbol
- 2002: El Reial Madrid guanya la seva novena Copa d'Europa de Futbol
- 2002: Brasil es proclama campiona del Mundial de Futbol
- 2003: El FC Barcelona guanya la seva primera Eurolliga de Bàsquet
- 2004: Grècia es proclama campiona de l'Eurocopa de Futbol
- 2006: El FC Barcelona guanya la seva segona Copa d'Europa de Futbol
- 2006: Itàlia es proclama campiona del Mundial de Futbol
- 2006: El RCD Espanyol es proclama campió de la Copa del Rei de Futbol.
- 2007: El RCD Espanyol és finalista de la Copa de la UEFA de Futbol per segona vegada en la seva història.
- 2008: Espanya es proclama campiona de l'Eurocopa de Futbol
- 2009: El FC Barcelona guanya 6 títols en una mateixa temporada, entre ells la seva primera Copa Intercontinental.

### Música
- Air (10,000hz Legend, Everybody Hertz, City Reading: Tre Storie Western, Talkie Walkie)
- Alicia Keys (Songs in a minor, The Diary Of Alicia Keys)
- The Arcade Fire (Funeral)
- Ashlee Simpson (Autobyogaphy, I am Me)
- Ashley Tisdale (Headstrong)
- Avril Lavigne (Let Go, Under My Skin, The Best Damn Thing)
- Bad Religion (The Process of Belief, The Empire Strikes First, New Maps of Hell)
- Beastie Boys (To the 5 Boroughs)
- Beck Hansen (Sea Change)
- Beyoncé (Dangerously in Love, B' Day)
- Black Eyed Peas (Elephunk, Monkey Bussines)
- blink-182 (The Enema Strikes Back, Take Off Your Pants and Jacket, Blink-182, Greatest Hits)
- Britney Spears (Oops!... I Did It Again, Britney, In The Zone, Greatest Hits My Prerogrative, B in the Mix: The Remixes, Blackout)
- Boards of Canada (Geoggadi)
- Bullet For My Valentine (The Poison)
- The Chemical Brothers (Push the Button)
- Cher (Living Proof, The Very Best of Cher, Gold, Extravaganza Superstar, Live! The Farewell Tour)
- Christina Aguilera (Mi Reflejo, Mery Christmas, Stripped, Back to Basic)
- Cielo RazZo (Buenas)(Codigo de barras)(Marea)(Audiografia)
- Coldplay (A Rush of Blood to the Head, X&Y)
- Drew Seeley (DS)
- The Corrs (In Blue)
- La Costa Brava (Llamadas Perdidas)
- The Cure (The Cure)
- Daft Punk (Discovery)
- David Gilmour (On an Island))
- Divididos (Vivo Acá)
- Duran Duran (Astronaut)
- Eminem (The Marshall Mathers LP)
- Erasure (Nightbird)
- Evanescence (Fallen, The Open Door)
- Fall Out Boy (Take This To Your Grave, From Under The Cork Tree, Infinity On High)
- Foo Fighters (In your honor)
- Franz Ferdinand (Franz Ferdinand, You Cloud Have It So Much Better)
- Good Charlotte (The Young and the Hoppeles, The Chronicles of the Life and Death,Good Morning Revival)
- Gorillaz (Gorillaz, Demon Days)
- Green Day (Warning, Shenanigans, American Idiot)
- Guns N' Roses (Chinese Democracy)
- Gwen Stefani (Love,Angel,Music,Baby, The Sweet Escape)
- Hilary Duff (Metamorphosis,Most Wanted, Dignity)
- Interpol (Turn on the Bright Lights, Antics)
- Iron Maiden (A Matter of life an death)
- Jamiroquai (A Funk Odyssey)
- Jamiroquai (Dynamite)
- Jamiroquai (High Times: Singles 1992-2006)
- Jennifer Lopez (J.Lo, This is me...then?, Rebirth, Brave)
- Joss Stone (The Soul Sessions, Mind, body & soul, Introducing Joss Stone)
- Juanes (Fijate Bien, Un dia Normal, Mi Sangre, La Vida es un ratico)
- Keane (Hopes & Fears, Under The Iron Sea)
- Kelly Clarkson (Thankful, Breakaway, My December)
- KoЯn (Untouchables, Take a look in the mirror, See you on the other side, MTV Unplugged, Untitled)
- Lamb of God (New american gospel,  As the palaces burn,  Ashes of the Wake, Sacrament)
- Lax'n'Busto (Morfina,  Amb tu, Relax)
- Linkin Park (Hybrid Theory, Reanimation, Meteora, Collision Course, Minutes to Midnight)
- Limp Bizkit (Chocolate Starfish and the Hotdog Flavored Water, New Old Songs, Results May Vary, The Unquestionable Truth (Part 1), Greatest Hitz)
- Macy Gray (The Id)
- Madonna (Music, American Life,Remixed and Revisted, Confessions on a dance floor)
- Mariah Carey (Glitter,Charmbracelet,The Emancipation of Mimi)
- The Mars Volta (De-Loused in the Comatorium)
- Metallica (St. Anger)
- Meshuggah (Nothing, I, Catch 33, Nothing Re-issue)
- Michael Jackson (Invincible)
- My Chemical Romance (I Brought You My Bullets, You Brought Me Your Love)(Three Cheers for Sweet Revenge, Life on the Murder Scene, The Black Parade)
- Muse (Absolution, Black holes and revelations)
- Nacho Vegas (Cajas de música díficiles de parar)
- No Doubt (Rock Steady,The Singles: 1992 - 2003)
- No Use for a Name (Hard Rock Bottom, Keep Them Confused, All the Best Songs)
- Nelly Furtado (Whoa Nelly, Folclore, Loose)
- Norah Jones (Come Away With Me, Feels Like Home, Not Too Late)
- Nine Inch Иails (With Teeth, Year Zero)
- Oasis (Don't Believe the Truth)
- Outkast (Speakerboxxx/The Love Below)
- Paris Hilton (Paris)
- Pearl Jam (Riot Act)
- P!nk (Can't take me home, Missundaztood, Try This, I'm not dead)
- Placebo (Once more with feeling, Meds)
- Queens of the Stone Age (Songs for the Deaf)
- Radiohead (Kid A, Amnesiac, Hail to the thief)
- Rage Against the Machine (The Battle of Los Angeles)
- Rancid (Rancid)
- The Killers ( Hot Fuss, Sam's Town)
- The Rasmus (Into, Dead Letters, Hide From The Sun)
- The Red Hot Chili Peppers (By the Way, Stadium arcadium)
- The White Stripes (De Stijl, White Blood Cells, Elephant, Get Behind Me Satan, Icky Thump)
- Rise Against (Revolutions Per Minute, Siren Song Of The Counter Culture, The Sufferer And The Witness)
- Rush (Vapor Trails, Rush in Rio, Feedback, (Snakes & Arrows)
- S-Club 7 (Reach)
- Shakira (Servicio de Lavandería, Fijación Oral Vol 1, Oral Fixation Vol.2)
- Shania Twain (Up, Greatest Hits)
- She wants revenge (She Wants Revenge)
- Simple Plan (No Pads, No Helmets, Just Balls..., Still Not Get Any, Mtv Hardrock Live, Simple Plan)
- Silverstein (Discovering the Waterfront)
- Snow Patrol (Final Straw, Eyes Open)
- Sigur Rós (Ágætis byrjun)
- Stone Temple Pilots (Shangri-LA DEE DA, Thank You)
- System of a Down (Toxicity, Steal this Album, Mezmerize-Hipnotize)
- Sr. Chinarro (El Fuego Amigo)
- The Smashing Pumpkins (MACHINA/The Machines of God)
- The Strokes (Is This It?, Room On Fire, First Impressions Of Earth)
- t.A.T.u. ("200 po vstrechnoy", "200 km7h in the wrong lane, "Dangerous Adn Moving", "LIUDY-INVALIDY")
- Tears for Fears (Everybody Loves a Happy Ending)
- Tool (Lateralus)
- U2 (How to Dismantle an Atomic Bomb)
- Usher (Confessions)
- Vanessa Hudgens (V)
- Velvet Revolver (Contraband, Libertad)
- The White Stripes (Elephant, Get Behind Me Satan)
- Weezer (The Green Album, Make Believe)
- Wilco (Yankee Hotel Foxtrot)
- Yellowcard (Ocean Avenue, Lights and Sounds, Paper Walls))

## Persones rellevants

### Líders Mundials i Polítics
- Jordi Pujol, Pasqual Maragall, José Montilla, presidents de la Generalitat de Catalunya.
- Francisco Camps, president de la Generalitat Valenciana.
- Francesc Antich i Jaume Matas Palou presidents del Govern Balear.
- José María Aznar López i José Luís Rodríguez Zapatero (Espanya).
- Fidel Castro i Raúl Castro (Cuba)
- Hugo Chávez (Veneçuela)
- Tony Blair i Gordon Brown (Regne Unit).
- Jacques Chirac i Nicolas Sarkozy (França).
- Gerhard Schröder i Angela Merkel (Alemanya)
- George Bush i Barack Obama presidents dels Estats Units.
- Silvio Berlusconi i Romano Prodi primers ministres d'Itàlia.
- Joan Pau II i Benet XVI (Vaticà).
- Saddam Hussein (Iraq)
- Moammar al-Gaddafi (Líbia)
- Mahmud Ahmadinejad (Iran)
- Ariel Xaron i Ehud Olmert (Israel)
- Iassir Arafat i Mahmud Abbas (Palestina).
- Jiang Zemin i Hu Jintao (República Popular de la Xina)
- Kim Jong-il (Corea del Nord)
- Mahathir bin Mohamad I Abdullah Ahmad Badawi (Malàisia).

### Esportistes
- Josep Guardiola, Lionel Messi, Gerard Piqué, Zinédine Zidane, Ronaldo, Ronaldinho, David Beckham, Cristiano Ronaldo (Futbol).
- Pau Gasol, Shaquille O'Neal, Kobe Bryant, Dwyane Wade (Bàsquet).
- Dani Pedrosa, Valentino Rossi (Motociclisme).
- Michael Schumacher, Fernando Alonso, Rubens Barrichello, Jenson Button, Lewis Hamilton (Automobilisme).
- Tom Brady, Ben Roethlisberger, Peyton Manning (Futbol Americà).
- Rafael Nadal, Roger Federer, Andy Roddick, Novak Đoković, Serena Williams, Venus Williams, Maria Xaràpova (Tennis).
- Gemma Mengual, (Natació sincronitzada).